# Agrostichthys parkeri
Agrostichthys parkeri is een  straalvinnige vissensoort uit de familie van riemvissen (Regalecidae). De wetenschappelijke naam van de soort is voor het eerst geldig gepubliceerd in 1904 door Benham.